# Heterokrohnia bathybia
Heterokrohnia bathybia är en djurart som tillhör fylumet pilmaskar, och som beskrevs av Nobukatsu Marumo och Kitou 1966. Heterokrohnia bathybia ingår i släktet Heterokrohnia och familjen Eukrohniidae. Inga underarter finns listade i Catalogue of Life.